# Лінкольн Тауншип (округ Бедфорд, Пенсільванія)
Лінкольн Тауншип (англ. Lincoln Township) — селище (англ. township) в США, в окрузі Бедфорд штату Пенсільванія. Населення — 390 осіб (2020).

## Демографія
Згідно з переписом 2010 року, у селищі мешкало 425 осіб у 150 домогосподарствах у складі 118 родин. Було 173 помешкання
Расовий склад населення:
| - 96,5 % — білих - 0,2 % — чорних або афроамериканців |

До двох чи більше рас належало 2,6 %. Частка іспаномовних становила 0,2 % від усіх жителів.
За віковим діапазоном населення розподілялося таким чином: 24,5 % — особи молодші 18 років, 60,2 % — особи у віці 18—64 років, 15,3 % — особи у віці 65 років та старші. Медіана віку мешканця становила 40,2 року. На 100 осіб жіночої статі у селищі припадало 119,1 чоловіків;  на 100 жінок у віці від 18 років та старших — 103,2 чоловіків також старших 18 років.
Середній дохід на одне домашнє господарство  становив 56 553 долари США (медіана — 43 750), а середній дохід на одну сім'ю — 61 172 долари (медіана — 55 313). Медіана доходів становила 40 625 доларів для чоловіків та 28 542 долари для жінок. За межею бідності перебувало 8,7 % осіб, у тому числі 10,6 % дітей у віці до 18 років та 3,4 % осіб у віці 65 років та старших.
Цивільне працевлаштоване населення становило 173 особи. Основні галузі зайнятості: роздрібна торгівля — 15,6 %, виробництво — 15,0 %, освіта, охорона здоров'я та соціальна допомога — 15,0 %.